# Vegard Swensen
Vegard Swensen (* 22. Oktober 1986) ist ein ehemaliger norwegischer Skispringer, der für den Asker Skiklubb sprang.

## Werdegang
Swensen, der zum norwegischen B-Team gehörte und in der Trainingsgruppe Lillehammerhopp trainierte, trat erstmals im März 2003 bei zwei Continental-Cup-Springen im norwegischen Stryn international auf. Nachdem er dort lediglich die Plätze 33 und 45 belegt hatte, wurde er zunächst nicht weiter international eingesetzt. Nach guten Leistungen im heimischen Norges-Cup (er wurde 2006/07 Vierter der Gesamtwertung), wurde Swensen im Februar 2007 erstmals nach fast vier Jahren wieder im Continental Cup eingesetzt. Dort erreichte er zwar hin und wieder die Punkteränge, ohne sich jedoch in der Spitze dieser Wettkampfserie etablieren zu können. Erst am 15. Februar 2009 gelang ihm im US-amerikanischen Iron Mountain mit Platz beim Springen von der Inselbergschanze seine erste Top-10-Platzierung. 2010 gewann er mit der Mannschaft von Akershus das Teamspringen bei den Norwegischen Meisterschaften und damit seinen ersten Titel bei den nationalen Titelkämpfen. Beim Skifliegen im Februar 2011 in Vikersund durfte er im Rahmen der nationalen Gruppe auch erstmals im Weltcup antreten. Er konnte sich auch gleich für das Springen qualifizieren, flog dort aber mit Platz 36 an den Punkterängen vorbei. Wenige Tage zuvor hatte er den neuen Vikersundbakken mit dem ersten Sprung einweihen dürfen. Danach wurde er weiterhin vor allem im Continental Cup eingesetzt und seit Jahresbeginn 2012 stellten sich dort auch größere Erfolge ein. Dem ersten Podestplatz als Dritter am 28. Januar 2012 in Bischofshofen folgten zwei weitere dritte Plätze im Februar und März des Jahres bei den Springen in Brotterode und Kuopio. Am Saisonende belegte er den zehnten Platz der Continental-Cup-Gesamtwertung.
Bei den Auftaktspringen der Weltcup-Saison 2012/13 in Lillehammer wurde Swensen erneut in der nationalen Gruppe eingesetzt. Verpasste er von der Normalschanze als 32. die Punkteränge noch knapp, so konnte er sich am Folgetag mit Platz 22 von der Großschanze seine ersten neun Weltcuppunkte erspringen.
Nach dem Winter 2014/15 beendete Swensen seine aktive Karriere.

## Erfolge

### Weltcup-Platzierungen
| Saison  | Platz | Punkte |
| ------- | ----- | ------ |
| 2012/13 | 66    | 9      |